# Žabljak
Pour les articles homonymes, voir Žabljak (homonymie).
Žabljak (en serbe cyrillique: Жабљак) est une ville et une municipalité du nord-ouest du Monténégro. En 2003, la ville comptait 1 937 habitants et la municipalité 4 204. En 2009, la population de la ville était estimée à 1 928 habitants.

## Géographie
Zabljak est située dans le nord du Monténégro. La municipalité de Žabljak couvre 445 km2. Elle se trouve au cœur des montagnes du Durmitor, à une altitude de 1 456 m, ce qui en fait la plus haute concentration humaine des Balkans. C'est une station touristique de montagne. À proximité de la ville se situe le crno jezero (lac noir), ainsi que le canyon de la Tara, dont les parois sont hautes de plus de mille mètres.

## Histoire
Le premier nom slave de ce site fut "Varezina Voda", peut être à cause d'une importante source d'eau présente aux alentours. Puis la localité fut renommée "Hanovi", originellement "Anovi" car ce site constituait une halte connue pour les caravanes. Le nom actuel date de l'an 1870, du jour où l'on posa la première pierre de l'école, de l'église et de la maison du capitaine.
Durant les guerres balkaniques, tous les anciens bâtiments furent détruits. Il ne subsista plus que la vieille église de Sv. Preobraženje (Sainte Transfiguration), qui avait été construite en 1862 pour commémorer la victoire face aux Turcs. Par la suite Žabliak fut établie en tant que ville et quelques échoppes et cafés furent ouverts. Dans les années 1880 Žabliak devint un petit centre commercial et centre administratif régional.
Durant la période précédant immédiatement la Seconde Guerre mondiale, Žabljak était une petite bourgade à l'architecture typiquement montagnarde. C'est à cette époque que son écrin naturel commença à intéresser des touristes venant du royaume de Yougoslavie mais aussi de l'étranger. Beaucoup de visiteurs italiens, profitant de la proximité de l'Italie avec le Monténégro, vinrent à cette époque.
Lors de la Seconde Guerre mondiale, et alors que le Durmitor fut un haut lieu de la résistance yougoslave, la ville fut entièrement brûlée. À la Libération, Žabljak fut reconstruite et devint le principal centre des sports d'hiver du Monténégro.

## Localités de la municipalité de Žabljak

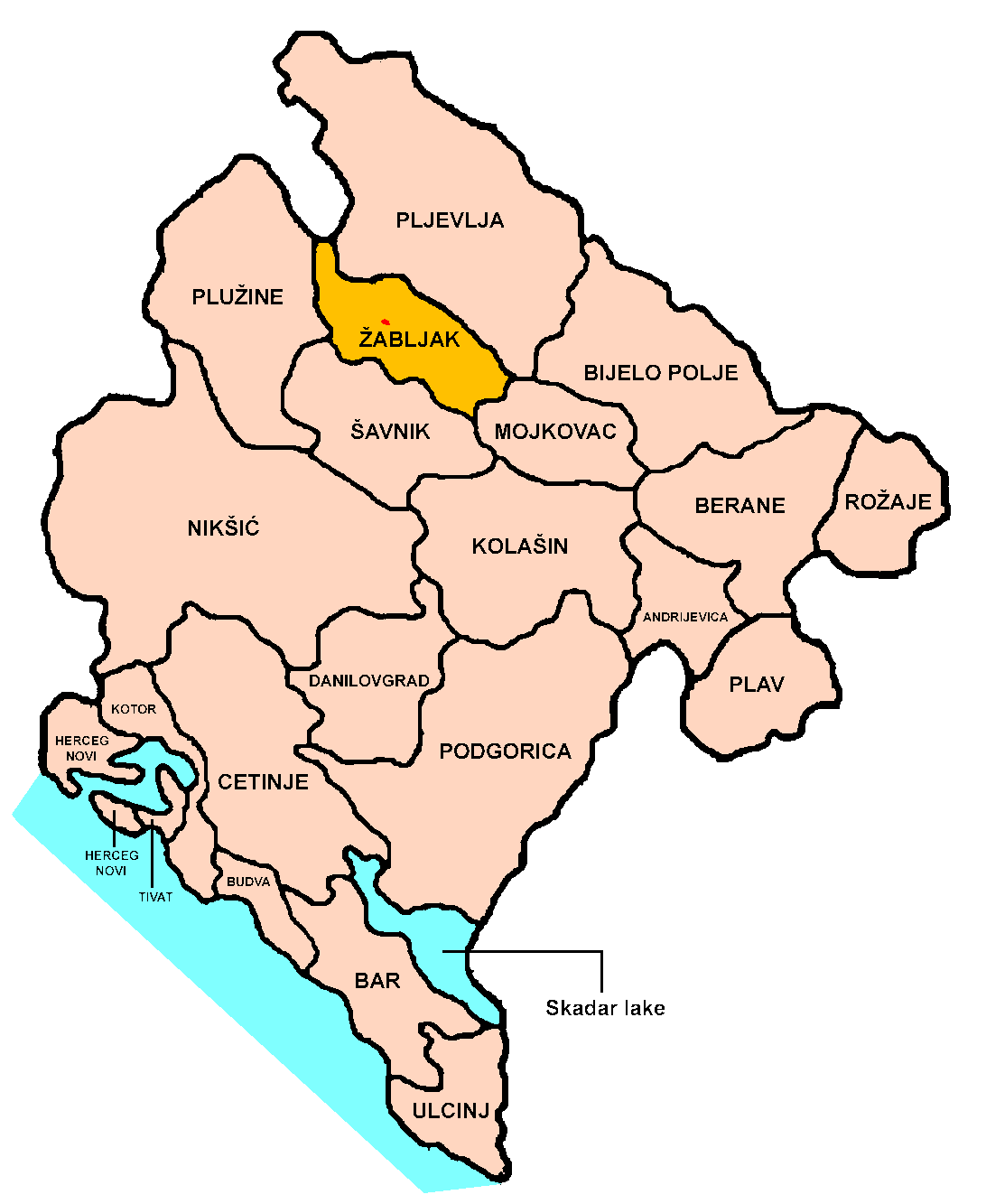
La municipalité de Žabljak

La municipalité de Žabljak compte 28 localités :
| - Borje - Brajkovača - Virak - Vrela - Gomile - Gradina - Dobri Nugo - Žabljak - Zminica - Krš - Mala Crna Gora - Motički Gaj - Ninkovići - Novakovići | - Njegovuđa - Palež - Pašina Voda - Pašino Polje - Pitomine - Podgora - Pošćenski Kraj - Rasova - Rudanci - Suvodo - Tepačko Polje - Tepca - Šljivansko - Šumanovac |

## Démographie

### Ville

#### Évolution historique de la population dans la ville
| 1948 | 1953 | 1961 | 1971 | 1981  | 1991  | 2003  |
| ---- | ---- | ---- | ---- | ----- | ----- | ----- |
| 83   | 508  | 650  | 979  | 1 379 | 1 853 | 1 937 |

## Tourisme
Žabljak est le principal centre touristique de montagne du Monténégro. Le massif du Durmitor a été érigé en parc national et offre de multiples opportunités tant en ce qui concerne les sports d'été que les sports d'hiver.
- Sports de glisse Une station de ski de taille moyenne a été développée aux pieds de la montagne Durmitor (2 528 mètres d'altitude). Trois sites différents constituent le domaine skiable : Savin kuk, Bosača(Štuoc) et Javorovača. La saison dure près de 120 jours.
- Rafting Le Canyon de la rivière Tara proche de Žabljak a une profondeur de 1 300 m, ce qui en fait le second canyon le plus profond du monde. C'est un site classé au patrimoine mondial de l'UNESCO
- Randonnée et Escalade–Le parc du Durmitor est traversé de multiples chemins balisés qui permettent de contempler sa beauté sauvage et notamment ses 18 lacs glaciaires. Le plus beau et le plus connu de ces lacs, situé à proximité immédiate de Žabljak, est le Crno jezero (le lac noir). Celui-ci est en fait constitué de deux lacs reliés entre eux par un étroit chenal, et doit son nom à la noirceur de ses eaux qui atteignent une grande profondeur.

Du point de vue des standards occidentaux, les infrastructures touristiques sont peu développées à Žabljak, ce qui en constitue à la fois le charme et l'inconvénient. Pour le moment la clientèle internationale vient principalement des pays de l'Europe de l'Est

## Transports
Le principal problème qui freine le développement touristique de Žabljak est son fort enclavement au nord ouest du Monténégro. Les routes existantes sont étroites et souvent mal entretenues, cependant la situation s'améliore au fil du temps.
L'axe le plus important qui relie Žabljak est la route qui part de Mojkovac, elle-même reliée à l'axe Nord-Sud qui court de la côte monténegrine en passant par Podgorica pour relier la Serbie.
L'aéroport le plus proche se situe à Podgorica à 170 km